# Erik Carlberg
Erik Theodor Carlberg, född 1911 i Uddevalla, död 2003, var en svensk konstnär.
Han var son till Svante Teodor Carlberg och Gerda Cecilia Sundbeck och gift med Anna Maria Teresa Blom. Carlberg studerade konst under resor till Frankrike, Tyskland och England. Han var grundare av konstnärsgruppen Bohusklicken 1946. Hans konst består av mariner och landskapsmålningar från Bohuslän och Norrland.